# Joachim Marx
Joachim Jerzy Marx (ur. 31 sierpnia 1944 w Gliwicach) – polski piłkarz występujący na pozycji środkowego napastnika lub obrońcy oraz trener piłkarski. Reprezentant Polski, złoty medalista olimpijski 1972 z Monachium.

## Życiorys
Urodził się 31 sierpnia 1944 w Gliwicach. Był synem Marii i Georga (Jerzego) Marxa.
Piłkarską karierę rozpoczynał w lokalnym klubie Sośnica Gliwice. W 1959 za namową Jerzego Klejnota został zawodnikiem GKS Gliwice. w którym grał w niższych ligach do 1963. W tym samym roku stał się pierwszoligowym zawodnikiem Gwardii Warszawa. W debiutanckim występie w I lidze przeciwko drużynie Arkonii Szczecin zdobył bramkę na 2:2 w przedostatniej minucie meczu. Pierwszy mecz przed własną publicznością zagrał przeciwko drużynie Wisły Kraków. W trzecim spotkaniu debiutanckiego sezonu zagrał pierwsze derbowe spotkanie przeciwko Legii Warszawa. W spotkaniu strzelił gola na 2:1. W tym czasie pracował jako mechanik samochodowy razem z Janem Gawrońskim. Pod koniec września 1963 w meczu przeciwko Pogoni Szczecin zdobywa 2 bramki w 3 minuty. W całym sezonie 1963 zdobył 16 goli, zajmując 3 miejsce klasyfikacji strzelców przegrywajac z Lucjanem Brychczym Jerzym Wilimem i Józefem Gałeczką.
Jako złoty już medalista IO oraz zawodnik reprezentujący Gwardię Warszawa posiada również epizod w barwach Wisły Kraków, gdzie 8 maja 1966 r. – w ramach obchodów 60-lecia klubu – gościnnie wystąpił w meczu przeciwko MTK Budapeszt, wygranym przez Białą Gwiazdę 2:0 (0:0), a swój występ uświetnił bramką otwierającą wynik spotkania.
Najlepsze lata klubowej kariery przeżywał jednak na Śląsku, w Ruchu Chorzów, w którym grał w latach 1969–1975, rozgrywając 162 mecze w ekstraklasie i zdobywając 66 bramek. W 1974 i 1975 wywalczył tytuły mistrza Polski z Ruchem, zaś w 1974 Puchar Polski, w którym „Niebiescy” po dwóch golach Marksa pokonali jego były klub Gwardię Warszawa.
Po zakończeniu kariery w Polsce, wyemigrował do Francji, gdzie występował w klubie RC Lens w latach 1975–1979. W swoim debiucie zdobył przeciwko drużynie z Lyonu zdobył hat tricka. Do końca roku strzelił bramkę w każdym z domowych meczów. W pierwszym sezonie zdobył 15 bramek i 1 w Pucharze Francji. Został najlepszym strzelcem zespołu Lens. 9 stycznia 1976 jako pierwszy polski piłkarz wyjechał do Francji razem z rodziną. Z klubem z Le ns zdobył wicemistrzostwo Ligue 1 w 1977 r. W 131 spotkaniach zdobył 43 gole. Karierę zakończył w 1982 w prowincjonalnym klubie US Nœux-les-Mines.
Po zakończeniu kariery zawodniczej założył szkółkę piłkarską w Liévin. Obecnie prowadzi szkołę piłkarską reprezentacji Francji w Lens.

## Kariera reprezentacyjna
Reprezentacyjną karierę Joachim Marx rozpoczął w 1966, debiutując w meczu z Izraelem (0:0). Zagrał od 46 minuty za Jerzego Sadka. Następnie w 1969 roku wystąpił w 3 spotkaniach reprezentacji przeciwko Bułgarii i Holandii w eliminacjach mistrzostw świata oraz w spotkaniu towarzyskim przeciwko Norwegii. W 1970 roku zagrał w towarzyskim spotkaniu przeciwko reprezentacji Iraku (2-0). W kolejnym wygranym 5-0 meczu przeciwko reprezentacji Danii zdobył klasycznego hat-tricka. Całe spotkania rozegrał także przeciwko drużynom NRD (0-5), Irlandii (2-0) i Albanii (3-0) W reprezentacji rozegrał 23 mecze, w których strzelił 10 goli. Do dorobku tego wpisują się również 4 występy w reprezentacji olimpijskiej i 2. zdobyte w niej bramki. Najlepszy mecz rozegrał w 1970 z Danią w Warszawie, w którym zdobył trzy bramki. W 1972 roku wystąpił w dwóch spotkaniach z Bułgarią. W pierwszym przegranym 1:3 meczu w Starej Zagorze w 23 minucie zastąpił Andrzeja Jarosika. W rewanżowym wygranym 3-0 meczu w Warszawie strzelił gola na 3-0. Olimpiadzie w Monachium nie był podstawowym zawodnikiem, wystąpił jedynie w meczach z Danią (1:1) i Ghaną (4:0). W każdym ze spotkań wystąpił jedynie w jednej połowie meczu. Choroba uniemożliwiła mu występ na Mistrzostwach Świata 1974. 9 Października wystąpił od 74 minuty w meczu eliminacji mistrzostw Europy przeciwko Finlandii zastępując Andrzeja Szarmacha. W 1975 wrócił do kadry. 28 maja zagrał drugą połowę w wyjazdowym spotkaniu przeciwko NRD strzelając gola w 83 minucie. 8 października 1975 na mecz z Węgrami (2 bramki). Reprezentacyjną karierę zakończył w tym samym roku meczem z Włochami (0:0).
| Lp. | Data                 | Miejsce      | Przeciwnik        | Rezultat | Rozgrywki   | Grał   | Uwagi           |
| --- | -------------------- | ------------ | ----------------- | -------- | ----------- | ------ | --------------- |
| 1.  | 3 grudnia 1966       | Jaffa        | Izrael            | 0-0      | towarzyski  | od 46' |                 |
| 2.  | 15 czerwca 1969      | Sofia        | Bułgaria          | 1-4      | el. MŚ 1970 | od 77' |                 |
| 3.  | 27 sierpnia 1969     | Łódź         | Norwegia          | 6-1      | towarzyski  | 90'    | Gol · Gol       |
| 4.  | 7 września 1969      | Chorzów      | Holandia          | 2-1      | el. MŚ 1970 | 90'    |                 |
| 5.  | 22 lipca 1970        | Szczecin     | Irak              | 2-0      | towarzyski  | do 45' |                 |
| 6.  | 2 września 1970      | Warszawa     | Dania             | 5-0      | towarzyski  | od 46' | Gol · Gol · Gol |
| 7.  | 6 września 1970      | Rostock      | NRD               | 0-5      | towarzyski  | 90'    |                 |
| 8.  | 23 września 1970     | Dublin       | Irlandia          | 2-0      | towarzyski  | 90'    |                 |
| 9.  | 14 października 1970 | Chorzów      | Albania           | 3-0      | el. ME 1972 | 90'    |                 |
| 10. | 17 listopada 1971    | Hamburg      | RFN               | 0-0      | el. ME 1972 | 90'    | Żółta kartka    |
| 11. | 5 grudnia 1971       | Izmir        | Turcja            | 0-1      | el. ME 1972 | 90'    |                 |
| 12. | 16 kwietnia 1972     | Stara Zagora | Bułgaria          | 1-3      | el. IO 1972 | od 23' |                 |
| 13. | 7 maja 1972          | Warszawa     | Bułgaria          | 3-0      | el. IO 1972 | od 83' | Gol             |
| 14. | 10 maja 1972         | Poznań       | Szwajcaria        | 0-0      | towarzyski  | do 61' |                 |
| 15. | 30 sierpnia 1972     | Ratyzbona    | Ghana             | 4-0      | IO 1972     | od 46' |                 |
| 16. | 3 września 1972      | Ratyzbona    | Dania             | 1-1      | IO 1972     | do 45' |                 |
| 17. | 9 października 1974  | Warszawa     | Finlandia         | 3-0      | el. ME 1976 | od 74' |                 |
| 18. | 28 maja 1975         | Halle        | NRD               | 2-1      | towarzyski  | od 46' | Gol             |
| 19. | 24 czerwca 1975      | Seattle      | Stany Zjednoczone | 4-0      | towarzyski  | 90'    |                 |
| 20. | 6 lipca 1975         | Montreal     | Kanada            | 8-1      | towarzyski  | 90'    | Gol             |
| 21. | 9 lipca 1975         | Toronto      | Kanada            | 4-1      | towarzyski  | do 45' |                 |
| 22. | 8 października 1975  | Łódź         | Węgry             | 4-2      | towarzyski  | 90'    | Gol · Gol       |
| 23. | 26 października 1975 | Warszawa     | Włochy            | 0-0      | el. ME 1976 | od 59' |                 |

## Sukcesy

### Klubowe
Ruch Chorzów
- Mistrzostwo Polski: 1974, 1975
- Puchar Polski: 1975

### Reprezentacyjne
- Złoty medal letnich igrzysk olimpijskich: 1972[22]

## Odznaczenia
- Złoty Krzyż Zasługi (1972)[23]
- Złota Odznaka PZPN (1972)[24]